# 神田美夏
神田美夏（日语：／ Kanda Mika，8月27日—），日本女性配音員。Mausu Promotion所屬。出身於千葉縣。舊藝名：（2007年12月19日改名）。A型血。

## 人物
2013年，與劇團6號Ceed成員太田真由美（現為自由工作者）組成演劇組合「Mamika」。2018年解散。MENSA會員。
興味、特長：製作天然石飾品、櫥窗購物。

## 演出

### 電視動畫
2010年
- 無法掙脫的背叛（母親）
- 緣之空（天女目瑛的伯母）

2011年
- 異國迷宮的十字路口 The Animation（女主人）

2012年
- 丸少爺（2012年—2013年，母親、老婆婆、主婦、顧客、中學生、OL、貓）
- Smile 光之美少女！（堀毛老師）
- 美食獵人TORIKO（2012年—2013年，小孩、老婆婆、女性）
- 農大菌物語Returns（主婦C）
- 校園剋星（餐廳大嬸）

2013年
- Aikatsu！偶像活動！（2013年—2014年，大嬸2、廣播）
- 狗與剪刀必有用（女侍）
- 神不在的星期天（村民）
- DokiDoki！光之美少女（男孩子、福利社大嬸、少年、女孩子）
- 哆啦A夢 (水田山葵版)（2013年—2019年，老婆婆、安雄的媽媽）

2014年
- 一週的朋友。（九條一的母親）
- 愛絲卡&羅吉的鍊金工房 ～黃昏天空之鍊金術士～（瑪莎）
- 健全機鬥士（王子美容室的大嬸）
- 少年好萊塢 -HOLLY STAGE FOR 49-（日语：少年ハリウッド）（審査員）
- 四月是你的謊言（2014年—2015年，廣播、審査員、觀眾、女學生）
- RAIL WARS！（被害女性、老奶奶、新聞聲音）

2016年
- 齊木楠雄的災難（主婦A）
- 鬼牌遊戲（女性、法國老婦人、母親、女侍、護理人員）
- 神聖之門（蒼人的母親）
- TRICKSTER -來自江戶川亂步「少年偵探團」-（日语：TRICKSTER -江戸川乱歩「少年探偵団」より-）（山岸絹江）
- 輕拍翻轉小魔女（鄰居）
- 從前有座靈劍山 星塵們之宴（村長夫人）

2017年
- 混沌之子（女子廣播、主播）
- 覆面系NOISE（大嬸2）
- 龍族拼圖X（居民）
- 雛子的筆記（大嬸）
- 梵諦岡奇蹟調查官（尼僧、女性、村民）
- 時間支配者（老婆婆）
- Princess Principal（女）
- 天使的3P！（大嬸）
- 此花綺譚（貓店主、皐的母親、女、兔A）
- 十二大戰（虛擬角色紫、巳代表）

2018年
- 童話魔法使（2018年—2019年，十三人委員會）
- 名偵探柯南（2018年—2024年，聖澤鈴代的朋友、母親）
- POP TEAM EPIC（老婆婆）
- ISLAND（老婆婆）
- 只要別西卜大小姐喜歡就好（大嬸、老婆婆）
- 宇宙戰艦提拉米蘇II（彩券行店員）
- 終將成為妳（七海燈子的母親）

2019年
- 不愉快的妖怪庵 續（立法公務員）
- 同居人時而在腿上，時而跑到腦袋上。（田邊苑子）
- 格林筆記 The Animation（小孩A、中年妻子）
- 盾之勇者成名錄（2019年—2022年，修女、莉希雅的母親）2系列[系列 1]
- JoJo的奇妙冒險 黃金之風（清潔人員）
- Fairy Gone（通行人）

2020年
- 球詠（校長）
- 噴嚏大魔王2020（母親）
- 王之襲擊：意志的繼承者（日语：キングスレイド）（2020年—2021年，黛彌兒[5]）

2021年
- 我們的重製人生
- 三角窗外是黑夜（宮川百合子、松見的妻子）
- 世界頂尖的暗殺者轉生為異世界貴族（邁婭、店員）
- 鬥神姬（尼比魯人）
- 境界戰機（居民）

2022年
- 白領羽球部（白鳥稻美）
- 秘密內幕 ～女警的反擊～（女高中生的母親）
- 薔薇王的葬列（里奇蒙的母親）
- 組長女兒與保姆
- 福星小子 (2022年版)（2022年—2024年，女子、侍女、海老屋店主、由紀惠、望的母親 等）2系列[系列 2]

2023年
- 間諜教室（佩吉）2系列[系列 3]
- 萬事屋齋藤先生轉生異世界（大嬸）
- REVENGER（尼姑B）
- 吸血鬼馬上死2（女性A、奇乖德母）
- 放學後失眠的你（家政科老師）
- BanG Dream! It's MyGO!!!!!（老師）
- 甜點轉生（媒體聲音2、馬爾科的母親、大小姐2）
- 白聖女與黑牧師（大嬸、女僕）
- 政宗君的復仇R（祖母）
- 米奇與達利 惡童物語（丸太的媽媽）
- 浪客劍心 (2023年版)（2023年—2024年，大嬸、阿重）2系列[系列 4]
- 位於戀愛光譜極端的我們（渡邊小夜）
- 殭屍100 ～在成為殭屍前要做的100件事～（藏杉的女房）

2024年
- 勇氣爆發Bang Bravern（主播B、汽車旅館接待人員）
- 單人房、日照一般、附天使。（計時器聲音）
- 轉生貴族憑鑑定技能扭轉人生（保母）
- WIND BREAKER -防風少年-
- 魔法科高中的劣等生（武倉家當主）
- 亂馬½ (2024年版)（大嬸）

2025年
- 超超超超超喜歡你的100個女朋友（鳥家羅監督）
- 全修。（老師、町民たち、信者）
- 在沖繩喜歡上的女孩方言講得太過令人困擾（知念婆婆）
- Classic★Stars 古典樂★之星（VIP）

### 電影動畫
- 心之國的愛麗絲 ～Wonderful Wonder World～（日语：ハートの国のアリス 〜Wonderful Wonder World〜）（2011年，洛雷娜＝利德爾）
- 劇場版 Smile 光之美少女！兒童圖畫書裡的世界都不協調！（2012年，猴子）
- 劇場版 DokiDoki！光之美少女：小愛结婚了!!?連結未來的希望禮服（2013年，女性[6]）
- 劇場版 光之美少女 All Stars New Stage3：永遠的朋友（2014年，男孩子[7]）
- 生日幻境（2019年，女僕）
- 沙漠大冒險（2023年，女性廣播）
- 愛麗絲與特蕾絲的虛幻工廠（2023年，市民I）
- 劇場版 OVERLORD 聖王國篇（2024年，貝貝北）

### 網路動畫
- 衛宮家今天的餐桌風景（2018年，店員、老人）
- 裝刀凱 The Animation（日语：ソードガイ 装刀凱）（2018年，淑女）
- Mausu動物園（2018年，耳廓狐的美夏）
- 浪漫殺手（2022年，岸優花菜的母親）
- 沙漠大冒險 THE SERIES（2024年，阿巴特村村民、女播音員、播報員、廣播的聲音）
- T·P時光特警（2024年，蓋梅的母親）

### 遊戲
2001年
- 機戰傭兵2：另一個時代（日语：アーマード・コア2 アナザーエイジ）（監督局3）

2003年
- Cardinal Arc ～混沌的封牌～（日语：カルディナルアーク 〜混沌の封札〜）（薛里耶拉）

2006年
- THE 計程車2 ～駕駛果然非你不可～（日语：THE タクシー 〜運転手は君だ〜）
- 夜明前的琉璃色 ～Brighter than dawning blue～（遠山和紗）

2007年
- 幸運草國的愛麗絲 ～Wonderful Wonder World～（洛雷娜＝利德爾）
- 心之國的愛麗絲 ～Wonderful Wonder World～（日语：ハートの国のアリス 〜Wonderful Wonder World〜）（洛雷娜＝利德爾）

2008年
- H2O PLUS
- Cardinal Arc 攜帶版（薛里耶拉）
- FORTUNE ARTERIAL

2009年
- 鬼牌之國的愛麗絲 ～Wonderful Wonder World～（洛雷娜＝利德爾）
- 校園剋星 Converted Edition[8]

2010年
- 夢遊紅心國的愛麗斯 ～Wonderful Wonder World～（洛雷娜＝利德爾）
- 海貓悲鳴時 ～魔女與推理之輪舞曲～

2011年
- 屍體派對 Book of Shadows
- 侍道4（日语：侍道4）[9]
- 白衣性戀愛症候群

2012年
- 幻想水滸傳 交織的百年之時（日语：幻想水滸伝 紡がれし百年の時）（尤蒂艾拉、貝瑞尼格·諾比里奧斯、蘇·金、西格尼·艾爾布雷格）
- 靜籟之空 ～獻給失落之星的詩～（露蕾）
- 午夜12時鐘響與灰姑娘 ～Halloween Wedding～（日语：12時の鐘とシンデレラ〜Halloween Wedding〜）
- 偵探神宮寺三郎 復仇圓舞曲（日语：探偵 神宮寺三郎 復讐の輪舞）（本木早苗、果林）[10]
- 惡魔召喚師 靈魂駭客（日语：デビルサマナー ソウルハッカーズ）（天海市市民）[11]
- 24時之鐘和灰姑娘 ～Halloween Wedding～（日语：24時の鐘とシンデレラ〜Halloween Wedding〜）
- 聖火降魔錄 覺醒（菲莉恩、雷米、費爾斯）
- 幻想生活
- BLACK WOLVES SAGA - Bloody Nightmare -（日语：BLACK WOLVES SAGA）[12]
- BLACK WOLVES SAGA - Last Hope -（日语：BLACK WOLVES SAGA）
- 小魔女帕妃 ～黑貓魔法店物語～（仙蒂·修克雷爾）

2013年
- 愛絲卡&羅吉的鍊金工房 ～黃昏天空之鍊金術士～[13]
- 新裝版 心之國的愛麗絲（洛雷娜＝利德爾）
- 真·女神轉生IV
- 死亡之島：激流
- 仙境傳說奧德賽ACE（聲音17）

2014年
- 學園天國2 ～DOUBLE SCRAMBLE！
- 新·世界樹的迷宮2：法夫納的騎士（日语：新・世界樹の迷宮2 ファフニールの騎士）[14]
- 新裝版 幸運草國的愛麗絲（洛雷娜＝利德爾）
- 劍靈 Blade & Soul[15]

2015年
- 巫師3：狂獵（菲利帕·艾爾哈特）[15]
- 幻影異聞錄♯FE（費爾斯）[16]
- 新裝版 糖果島的彼得潘
- 新裝版 魔女王
- 疾走王子
- 魔女見習生與毛絨絨朋友（日语：見習い魔女とモコモコフレンズ）

2016年
- ISLAND
- 昆特牌GWENT：THE WITCHER CARD GAME（菲利帕·艾爾哈特）[15]
- 12歲。 ～戀愛Diary～
- 真·女神轉生IV FINAL
- Dishonored 2

2017年
- BLACK WOLVES SAGA - Weiβ und Schwarz -（日语：BLACK WOLVES SAGA）[12]
- 白色情人節 ～恐怖學校～（笹村愛子）[15]
- 莉迪&蘇瑞的鍊金工房 ～不可思議繪畫的鍊金術士～（日语：リディー&スールのアトリエ　〜不思議な絵画の錬金術士〜）

2018年
- 王之襲擊（日语：キングスレイド）（黛彌兒[17]）
- 相剋樂園 光與暗的輪迴[15]
- 美容師出道物語 以頂尖設計師為目標吧！[18]
- 墮落軍團 -救世公主-
- 墮落軍團 -叛亂之火-

2019年
- 聖火降魔錄 風花雪月
- 噬血代碼（卡蜜拉）[19]
- 火線獵殺：絕境

2020年
- 天命2（神秘的EXO）[15]
- 仁王2
- 最終幻想VII 重製版（葛恩）

2021年
- 黑桃國的愛麗絲 ～Wonderful White World～（洛雷娜＝利德爾）

2022年
- 靈魂駭客2（莉娜）
- 聖火降魔錄 英雄雲集（菲莉恩[20]）
- 哆啦A夢 大雄的牧場物語 自然王國與和樂家人（日语：ドラえもん のび太の牧場物語 大自然の王国とみんなの家）（波姆[21]）

2023年
- 聖火降魔錄 Engage（斯福利亞、安吉）
- 緋染天空 Heaven Burns Red（阿基）

2024年
- 麗露婭與夏夏的純白謊言（白縫莉羅[22]）
- 暗喻幻想：ReFantazio

### 廣播劇CD
- 千歲Get You!! 2
- 暮蟬悲鳴時解 罪滅篇
- MAUSU劇場

### 外語配音

#### 電影
- 去過天堂90分鐘（英语：90 Minutes in Heaven (film)）
- 救命解藥
- 水瓶女人心（英语：Aquarius (film)）
- 伯克希爾縣
- 天罡星下凡（英语：Born to Raise Hell (film)）（塔米）
- 氣象戰
- 親親熊老爸（英语：Infinitely Polar Bear）
- 牠（史泰瑞特〈伊莉莎白·桑達士（英语：Elizabeth Saunders）〉[23]）
- 金剛：骷髏島（議員秘書[24]）
- 油海先鋒（英语：Pioneer (film)）
- 嚴禁調情（英语：Rules Don't Apply）
- 換命法則
- 瘦魔人
- 懼嬰（英语：Still/Born）
- 青春誓言（英语：Testament of Youth (film)）
- 技術者們
- 愛情重擊（英语：The Love Punch）
- 午夜人肉列車
- 鬼修女
- 末世異種（英语：The Titan (film)）
- 醫生怎麼還不來？（英语：Toc Toc）
- 哈啦夏令營（英语：Wet Hot American Summer）
- 惱爸偏頭痛

#### 電視影集
- 黑閃電
- 盲點
- 荒唐分局
- 雀兒喜有話說（英语：Chelsea Does）
- 口香糖（英语：Chewing Gum (TV series)）
- 芝加哥烈焰（哈利）
- 芝加哥警署（兔子）
- 全院警戒
- 殖民地
- CSI犯罪現場：紐約 (第7季)
- 惡魔之子
- 真偽莫辨（英语：Deception (2018 TV series)）
- 心機女傭（英语：Devious Maids）
- 福爾摩斯與華生
- 異種
- 星光之戀（英语：Famous in Love）
- 戰地神探
- 檀島警騎2.0
- 謀殺入門課 (電視劇)
- 愛卡莉
- 我是殭屍（坎蒂）
- 星際獵殺
- 爆爆奇女子（英语：Lady Dynamite）
- 法網遊龍
- 魔鬼神探
- 靈媒緝凶 (第5季)
- 神探默多克（英语：Murdoch Mysteries）
- 現世末日（英语：Now Apocalypse）
- 密西西比（英语：One Mississippi (TV series)）
- 勁爆女子監獄（伊馮娜·帕克）
- 權欲（英语：Power (TV series)）（塔米卡）
- 權欲第二章（英语：Power Book II: Ghost）（塔米卡）
- 美少女的謊言
- 復仇
- 上流名醫
- 先見之明（貝蒂·布羅德里克=艾倫（BBA））
- 罪人（英语：The Sinner (TV series)）
- 記憶神探
- 白線（英语：White Lines (TV series)）

#### 動畫
- 101忠狗街頭日記
- 探險活寶
- 格林一家進城趣（葛洛莉亞）
- 夢工廠的《龍族：救援騎士》（英语：DreamWorks Dragons: Rescue Riders）（漢娜）
- 新唐老鴨俱樂部（英语：DuckTales (2017 TV series)）
- 元素方城市（弗勒里埃塔[25]）
- 賈斯汀時間出發！
- 卡祖普！（英语：Kazoops!）
- 樹枝人（英语：Stick Man）（小枝的母親）
- 內褲隊長歷險記（英语：The Epic Tales of Captain Underpants）（里布爾老師）
- 沃島英雄傳（希萬納克）

### 數位漫畫
- 就算你說不愛我 ～前任魔王的女兒被認真的士兵餵食很開心～（2024年，塔巴莎）[26]

### 有聲書
- 小說版 Wake Up, Girls！各自的身姿（2015年，久海菜菜美的母親[27]）
- 椿山課長之七日間（2017年，靜子）
- 億男（日语：億男）（2017年，萬佐子）
- 豐臣的野望 小說 巨大汽車企業（2018年，豐臣麗子）
- 日間演奏會散場時（2018年，海倫）
- 反正都快死了（日语：すぐ死ぬんだから）（2020年，黑井苺、森薰）
- 魔眼之匣殺人事件（日语：魔眼の匣の殺人）（2021年，天禰咲美[28]）

### 旁白
- 地球戲劇性（日语：地球ドラマチック）「復活的冰人 ～科學與藝術揭開的謎團～」

## 腳註

## 外部連結
- 神田美夏｜Mausu Promotion （日語）
- 神田美夏的X（前Twitter） （日語）
- ，存于 （日語）—演劇組合「Mamika」官方部落格。
- 演劇組合「Mamika」的X（前Twitter） （日語）